# Shivers (album)
Shivers is het tweede studioalbum van de Nederlandse tranceartiest en dj Armin van Buuren. Het album werd uitgebracht op 8 augustus 2005 en telt 10 nummers.
Er zijn twee nummers van het album uitgebracht als single.
In Nederland bereikte het de 23e plek in de Album Top 100.

## Nummers
Het album bevat de volgende nummers:
| 1.                   | Wall of Sound   | Justine Suissa     | 6:25  |
| 2.                   | Empty State     | Mic Burns          | 7:30  |
| 3.                   | Shivers         | Susana             | 7:33  |
| 4.                   | Golddigger      | Martijn Hagens     | 4:46  |
| 5.                   | Zocalo          | Gabriel & Dresden  | 8:40  |
| 6.                   | Gypsy           | Ray Wilson         | 5:26  |
| 7.                   | Who Is Watching | Nadia Ali          | 5:08  |
| 8.                   | Bounce Back     | Remy & Klinkenberg | 7:34  |
| 9.                   | Control Freak   |                    | 8:08  |
| 10.                  | Serenity        | Jan Vayne          | 11:37 |
| Totale duur: 1:12:48 |                 |                    |       |

## Medewerkers
- Armin van Buuren – componist, producent
- Markus Schulz - producent
- Josh Gabriel, Dave Dresden - producent
- Justine Suissa, Mic Burns, Susana, Ray Wilson - vocalisten
- Nadia Ali, Martijn Hagens - vocalisten
- Jan Vayne, DJ Remy, Roland Klinkenberg - gastmuzikanten